# Дайо Ауді
Дайо Ауді (англ. Dayo Audi; Велика Британія) — професійний культурист з Великої Британії, учасник відомого конкурсу Містер Олімпія 2003.

## Біографія

### Кар'єра в бодібілдингу
Свою картку професіонала отримав в 1999 році на змаганні Мастрс Олімпія, де він посів 11 місце. Брав участі у регіональних, європейських і світових змаганнях з бодібілдингу. Закінчив кар'єру професійного бодібілдера в 2008 році після завоювання титулу Містер Юніверс, в Вільнюсі, Литва. 

### Після бодібілдингу
Не дивлячись на завершення професійної кар'єри продовжує брати активну участь в спортивному житті. Зокрема організовує незалежні шоу, такі як наприклад SportsPN Classic - неполітичне/не федеративне шоу.

### Стронґмен
В травні 2009, в Данкастері Дайо вперше взяв участь у змаганні зі стронґмену. Суперником Дайо став Колін Брюс. Це змагання зі стронґмену - частина кваліфікаційного туру до змагання Найслильніша Людина Світу.

## Виступи
- Містер Олімпія - 11 місце (2003)
- Гран Прі Англія - 15 місце (1999)

## Ланки
- Dayo Audi Офіційний вебсайт [Архівовано 10 січня 2016 у Wayback Machine.]